# Ловел, Джон, 1-й барон Ловел
Джон Ловел (англ. John Lovell; приблизительно 1254—1310/11) — английский аристократ, 1-й барон Ловел из Тичмарша с 1299 года.

## Биография
Джон Ловел был сыном сэра Джона Ловела из Минстер Ловела в Оксфордшире и Мод Сиденхэм, дочери и наследницы сэра Уильяма Сиденхэма в Нортгемптоншире. После смерти родителей он унаследовал обширные владения в двух графствах. Ловел участвовал в походах в Уэльс в 1277 и 1287 годах, нёс военную службу в Гаскони в 1294 году и снова в Уэльсе в 1295 году. Он принял активное участие в шотландской войне: был маршалом армии во время похода 1296 года, подписал письмо папе римскому Бонифацию VIII, обосновывавшее права Эдуарда I на Шотландию (1301), воевал на севере в 1302/03 году, принял ключи от Стерлинга у сэра Уильяма Олифанта после трехмесячной осады в 1304 году. 
Начиная с 6 февраля 1299 года Джона вызывали в парламент как лорда. В 1304 году он получил разрешение на строительство зубчатой стены в Титчмарше. В 1306 году получил должность лейтенанта при графе-маршале Англии, в 1308 году был вызван на коронацию Эдуарда II, в 1309 — на совет в Вестминстере.
Ловел был женат дважды — на Изабель де Буа (дочери Арно де Буа и Амиции) и на Джоан де Рос, дочери Роберта де Роса, барона де Роса, и Изабель д’Обиньи. В первом браке родилась дочь Мод, жена Уильяма Ла Зуша, 1-го барона Зуша из Харингуорта. Во втором браке родились дочь Джоан, сыновья Джон (2-й барон Ловел) и Джеймс.